# 후안 미나
후안 미나(스페인어: Juan José Mina González, 2004년 7월 27일~)은 콜롬비아의 축구 선수로, 뉴욕 레드불스와 콜롬비아 연령별 대표팀에서 수비수로 활동하고 있다.

## 구단 경력
2022년 5월 7일, 산타페와의  리그 경기에서 프로 데뷔전을 치렀으며 도움을 기록했다.